# Вербівська сільська рада (Городищенський район)
Вербі́вська сільська́ ра́да — адміністративно-територіальна одиниця та орган місцевого самоврядування в Городищенському районі Черкаської області. Адміністративний центр — село Вербівка.

## Загальні відомості
- Населення ради: 2 032 особи (станом на 2001 рік)

## Населені пункти
Сільській раді були підпорядковані населені пункти:
- с. Вербівка
- с-ще Кличкове

## Склад ради
Рада складалася з 16 депутатів та голови.
- Голова ради: Бондар Василь Іванович
- Секретар ради: Линник Людмила Дмитрівна

### Керівний склад попередніх скликань
| Прізвище, ім'я, по батькові | Основні відомості                                                         | Дата обрання | Дата звільнення |
| --------------------------- | ------------------------------------------------------------------------- | ------------ | --------------- |
| Ганич Петро Павлович        | Сільський голова, 1948 року народження, безпартійний                      | 26.03.2006   | 31.10.2010      |
| Бондар Василь Іванович      | Сільський голова, 1960 року народження, освіта вища, член Партії регіонів | 31.10.2010   |                 |

Примітка: таблиця складена за даними сайту Верховної Ради України

### Депутати
За результатами місцевих виборів 2010 року депутатами ради стали:

#### За суб'єктами висування
| Суб'єкт висування                | Кількість обраних депутатів | %    |
| -------------------------------- | --------------------------- | ---- |
| Партія регіонів                  | 13                          | 81,3 |
| Політична партія «Нова політика» | 2                           | 12,5 |
| Самовисування                    | 1                           | 6,3  |

#### За округами
| № округу                         | Прізвище, ім'я, по батькові   | Дата визнання обраним | Освіта  | Партійна приналежність                 | Відомості про обраного депутата                                 |
| -------------------------------- | ----------------------------- | --------------------- | ------- | -------------------------------------- | --------------------------------------------------------------- |
| Партія регіонів                  |                               |                       |         |                                        |                                                                 |
| 1                                | Карпенко Ольга Миколаївна     | 08.11.2010            | середня | позапартійна                           | тимчасово не працює                                             |
| 2                                | Гулак Анатолій Андрійович     | 08.11.2010            | середня | позапартійний                          | СТОВ Агрофірма «Злагода», зав. током                            |
| 3                                | Ярова Ольга Миколаївна        | 08.11.2010            | середня | позапартійна                           | Вербівська сільська рада, землевпорядник                        |
| 5                                | Сизоненко Ольга Іванівна      | 08.11.2010            | середня | позапартійна                           | Вербівська сільська рада, касир                                 |
| 6                                | Тітенко Тетяна Василівна      | 08.11.2010            | вища    | позапартійна                           | Вербівська загальноосвітня школа І-ІІІ ст., заступник директора |
| 7                                | Івановський Петро Іванович    | 08.11.2010            | середня | позапартійний                          | СТОВ Агрофірма «Злагода», тракторист                            |
| 8                                | Клименко Олена Володимирівн   | 08.11.2010            | вища    | позапартійна                           | Вербівська сільська рада, головний бухгалтер                    |
| 10                               | Тіптіна Валентина Семенівна   | 08.11.2010            | середня | позапартійна                           | тимчасово не працює                                             |
| 12                               | Линник Людмила Дмитрівна      | 08.11.2010            | вища    | позапартійна                           | Вербівська сільська рада, секретар                              |
| 13                               | Шепетько Тетяна Володимирівна | 08.11.2010            | вища    | позапартійна                           | пенсіонер                                                       |
| 14                               | Присяжна Людмила Василівна    | 08.11.2010            | середня | позапартійна                           | тимчасово не працює                                             |
| 15                               | Метик Володимир Петрович      | 08.11.2010            | середня | позапартійний                          | СП «Анатоль», слюсар                                            |
| 16                               | Галасун Світлана Іванівна     | 08.11.2010            | середня | позапартійна                           | тимчасово не працює                                             |
| Політична партія «Нова політика» |                               |                       |         |                                        |                                                                 |
| 4                                | Тисевич Олена Олександрівна   | 08.11.2010            | середня | член Політичної партії «Нова політика» | Вербівська загальноосвітня школа І-ІІІ ст., кухар               |
| 9                                | Тільна Валентина Іванівна     | 08.11.2010            | середня | член Політичної партії «Нова політика» | пенсіонер                                                       |
| Самовисування                    |                               |                       |         |                                        |                                                                 |
| 11                               | Олійник Віктор Володимирович  | 08.11.2010            | середня | позапартійний                          | тимчасово не працює                                             |